# Francis Pellerin
Pour les articles homonymes, voir Pellerin.
Francis Pellerin, né le 2 avril 1915 à Cancale et mort le 30 septembre 1998 à Rennes, est un sculpteur et peintre français.

## Biographie
Fils d'un marin Terre-neuvas, Francis Pellerin passe avec succès son certificat d'études primaires. Il poursuit ses études chez les Frères de Ploërmel. Il entre en apprentissage chez Henri Bagot, ébéniste de Cancale. En 1928, il entre à l'école régionale des beaux-arts de Rennes dans l'atelier du professeur de dessin Camille Godet. Il obtient le premier prix d'ébénisterie d'art en 1930. En 1931, Francis Pellerin est admis dans l'atelier du sculpteur Albert Bourget puis, en 1935, dans celui du sculpteur Jean Boucher à l'École des beaux-arts de Paris. Son premier atelier est situé rue du Moulin de Beurre dans le 14e arrondissement à côté de celui de son ami Émile Gilioli.
Le premier prix Chenavard lui sera attribué pour Adam et Ève chassés du Paradis terrestre en 1939. Il obtient une médaille de bronze au Salon des artistes français avant sa mobilisation de 1939 à 1941 pendant la Seconde Guerre mondiale. En 1942, il obtient le prix Roux. Il fait la connaissance de Charles Despiau, Paul Landowski et Gustave Miklos dans l'atelier de Marcel Gaumont à l'École des beaux-arts de Paris. Il collabore à la décoration du musée d'art africain et océanien
En concourant pour le prix de Rome de 1943, il fait la connaissance de Suzanne Deregnaucourt qu'il épouse l'année suivante. Ils auront quatre enfants, Armel, Gwénaël, Hélier et Haude. Il obtient le premier grand prix de Rome en sculpture pour L'Amazone en juillet 1944. Il obtiendra également en 1948 pour cette même œuvre le prix Lefèvre, décerné tous les quatre ans au meilleur lauréat du prix de Rome. Il perd ses deux frères dans les bombardements de Cancale et de Saint-Malo en août 1944. De 1946 à 1948, il est pensionnaire de la villa Médicis à Rome, où il rencontre les architectes Guillaume Gillet et Jean Dubuisson. Sa sculpture Le Crucifié recevra en 1948 le prix du meilleur envoi de Rome.
Rentré en France, Francis Pellerin s'installe à Rennes en 1948 et enseigne à l'école des beaux-arts de Rennes et à l'École d'architecture de Rennes. Il participe à de nombreuses commandes publiques : établissements scolaires, lieux de culte, espaces culturels, en collaboration avec des architectes et artisans. De 1952 à 1962, il peint de nombreuses huiles sur toiles, abstraites, exposées à la galerie Hautefeuille de Paris en 1962. En 1960, invité de Georges Folmer, il expose pour la première fois au Salon des réalités nouvelles. Il favorisera en 1961 la venue du groupe Mesure au musée des Beaux-Arts de Rennes. Il participera, jusqu'en 1965, aux expositions de ce groupe à l'étranger. En 1978, il quitte l'enseignement pour se consacrer pleinement à de nouvelles recherches artistiques : peintures dans le sillage de l'abstraction géométrique, collages, sculptures en bois polychromes. Parallèlement, il réalise de nouvelles œuvres monumentales : fresques murales, claustras, stèles en granit. Il expose également dans des centres culturels et des galeries.
Francis Pellerin décède à Rennes le 30 septembre 1998.

## Hommage

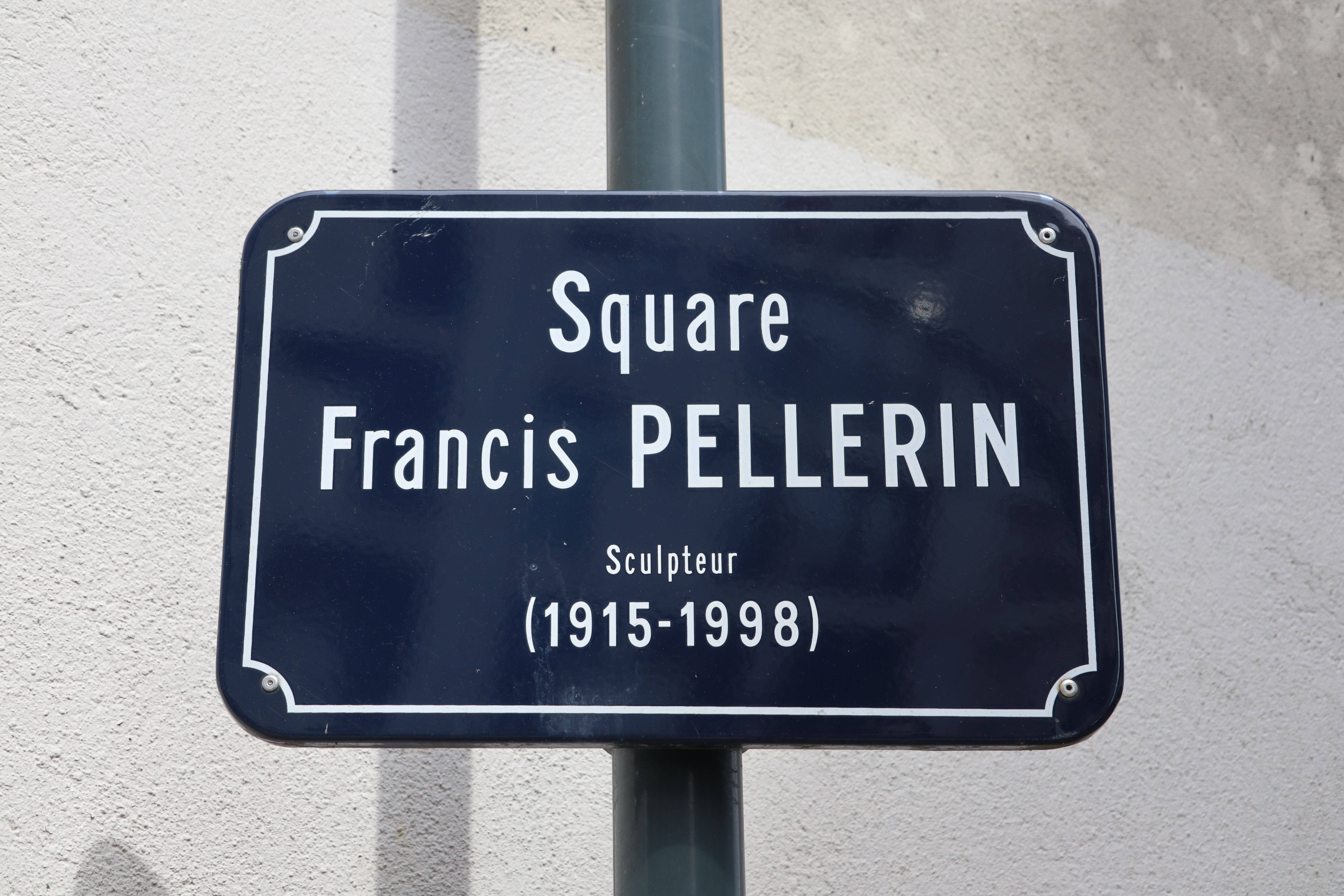

Un square de la commune de Rennes porte son nom.

## Salons
- 1939 : Salon des artistes français à Paris, médaille de bronze.
- 1960 : Salon de la jeune sculpture, musée Rodin à Paris.
- 1961 : 15e Salon des réalités nouvelles, musée d'Art moderne de Paris.
- 1962 : 16e Salon des réalités nouvelles, musée d'Art moderne de Paris.
- 1964 : 17e Salon des réalités nouvelles, musée d'Art moderne de Paris.
- 2013 : Salon du dessin à Paris, exposition d'œuvres sur papier, galerie Drouart.

## Expositions

### Expositions personnelles
- de 1942 à 1962 : galerie Dubreuil, dite galerie des Beaux Arts à Rennes.
- mars 1961 : exposition inaugurale du groupe Mesure au musée des Beaux-Arts de Rennes.
- 1962 : galerie de Hautefeuille à Paris.
- 1964 : galerie La Proue à Rennes.
- 1969 : musée des Beaux-Arts de Rennes.
- 1987 : La Rotonde à l'opéra de Rennes.
- 1989 : Le Triangle à Rennes.
- 1989 : galerie Michèle Heyraud à Paris.
- 1995 : galerie Saint Sauveur à Dinan.
- 1997 : La Criée à Cancale.
- 2005 : rétrospective au musée des Beaux-Arts de Rennes[6].
- 2012 : galerie Drouart à Paris.
- 2012 : Pavillon des arts et du design à Paris, présenté par la galerie Drouart.
- Le 4 février 2019 à Rennes, maître Carole Jezequel présenta à la vente un ensemble de 41 sculptures et peintures provenant de l’atelier de Francis Pellerin réalisées entre 1950 et 1990[7].

### Exposition collectives
- 1939 : Salon des artistes français, médaille de bronze.
- De 1941 à 1948 : groupe Eost Breiziz à Paris.
- 1947 et 1948 : exposition à la villa Médicis à Rome.
- 1949 : École des beaux-arts de Paris, travaux des grands prix de Rome.
- 1957 : première Biennale d'art abstrait, groupe Structures à Bordeaux.
- 1960 : musée de la ville, groupe abstrait, groupe Structures à Toulon.
- 1961 : musée des Beaux-Arts de Rennes, groupe Mesure.
- 1962 : groupe Mesure à Kaiserslautern et à Ludwigshafen Kulturhaus en Allemagne.
- 1963 : groupe Mesure à  Leverkusen Allemagne.
- 1964 : groupe Mesure Offenbach am Main, Hambourg, Brême, Allemagne.
- 1965 : exposition « Musée dans la Rue à Rennes ».
- 1967 : Maison des arts à Louvain, Belgique.
- 1971 : Terre des hommes, maison de l’ORTF, Rennes.
- 1973 : palais Stuherheim, 17 Rennais exposent à Erlangen, Allemagne.
- 1976 : Maison de la culture, Constat à Rennes.
- 1979 : Mois des arts plastiques à Rennes.
- 1981 : 20e anniversaire d'Amnesty International à Quimper.
- 1982 : Rennes-Sculpture au parc Oberthür à Rennes.
- 1984 : galerie internationale d'art Métropolis, Genève, Suisse.
- 1984-1985 : Centre international d'art contemporain à Paris.
- 1990 : Espace Alpha, exposition du 150e anniversaire de Claude Monet à Argenteuil.
- 2004 : exposition rétrospective sur l'architecte Louis Guillou aux archives départementales du Morbihan à Vannes.
- 2005 : Mémoires et continuité de la ville, Centre d'information sur l'urbanisme à Rennes.
- 2008 : Autour des Réalités Nouvelles de 1946 à 1965, galerie Drouart, Paris.
- 2009 : groupes Espace et Mesure, L'esthétique constructiviste de 1951 à 1970, une aventure du XXe siècle, galerie Drouart, Paris.
- 2016-2017 : donation Haude Pellerin et exposition d'art sacré au couvent des Dominicains à Rennes.

### Filmographie
- 1964 : production de l'Office national de radiodiffusion télévision française, en ligne sur le site de l'INA, durée 7 minutes 36 secondes. Le sculpteur reçoit dans son atelier Fernand Leréec et lui explique son travail en lui montrant des maquettes (note : quelque peu troublé par la présence d'une équipe de télévision dans son atelier, le sculpteur ne relève pas l'erreur du journaliste qui l'appelle « François Pellerin » tout au long du reportage).
- 2005 : L'atelier Francis Pellerin, production du musée des Beaux-Arts de Rennes, exposition rétrospective 2005.
- 2019 : L’art construit de Francis Pellerin, Laurence Imbernon, conservatrice du patrimoine au musée des Beaux-Arts de Rennes de Rennes, s’exprime sur la part Art Construit et Art Cinétique dans l’œuvre de Francis Pellerin. Durée : 3:12.